# 圣雷米德朗德
圣雷米德朗德（法語：Saint-Rémy-des-Landes，法語發音：[sɛ̃ ʁemi de lɑ̃d]）是法国芒什省的一个旧市镇，属于库唐斯区。2016年，圣雷米德朗德与市镇临近的8个市镇合并为新市镇拉艾。

## 地理
圣雷米德朗德（49°18'5"N, 1°39'24"W）面积8.3 平方千米，位于法国诺曼底大区芒什省，该省份为法国西北部沿海省份，西、北、东北三面环大西洋，东起顺时针与卡爾瓦多斯省、奧恩省、马耶讷省和伊勒-维莱讷省接壤。
与圣雷米德朗德接壤的市镇（或旧市镇、城区）包括：代讷维尔、博德勒维尔、叙尔维尔。

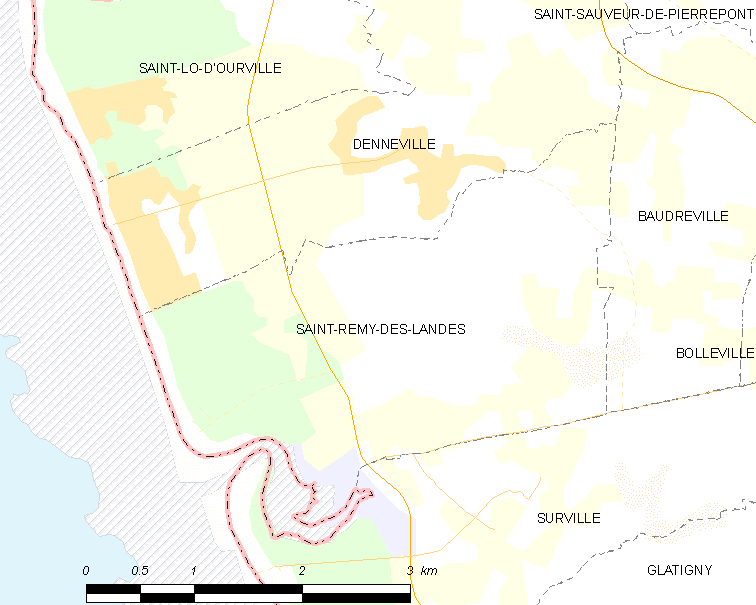
圣雷米德朗德的OSM定位图

圣雷米德朗德的时区为UTC+01:00、UTC+02:00（夏令时）。

## 行政
圣雷米德朗德的邮政编码为50580，INSEE市镇编码为50544。

## 政治
圣雷米德朗德所属的省级选区为克雷昂斯县。

## 人口

1962-2008年间圣雷米德朗德人口变化图示

圣雷米德朗德于2018年1月1日时的人口数量为214人。